# Fafinesu A
Fafinesu A is een bestuurslaag in het regentschap Timor Tengah Utara van de provincie Oost-Nusa Tenggara, Indonesië. Fafinesu A telt 1392 inwoners (volkstelling 2010).